# Абульфат-хан Тути
Абульфат-хан Тути Сарыджалы-Джеваншир (азерб. Əbülfət xan İbrahimxəlil xan oğlu Sarıcalı-Cavanşir) — государственный деятель, поэт, сын второго Карабахского хана Ибрагим Халил-хана.

## Жизнь
Абульфат-хан Тути – поэт и государственный деятель, был сыном Карабахского хана Ибрагим Халила Джаваншира и его жены Руган - армянки из села Нахичеваник. Родился в Шуше. Получил хорошее образование, помогал отцу в управлении делами во дворце.
В 1796 году граф Валериан Зубов во главе многочисленной русской армии прибыл в Азербайджан и разбил лагерь на берегу реки Куры. Ибрагим Халил-хан обеспокоенный новым нашествием Ага Мухаммеда хана Каджара на Карабах, решает пойти на союз с графом Зубовым. О своём решении он извещает придворную знать. По совету своего главного визиря Молла Панаха Вагифа он отправляет на встречу с графом делегацию во главе с сыном Абульфатом. Выполнив свою миссию, Абульфат-ага возвращается к отцу.
В 1797 году, после убийства в Шуше Ага Мухаммеда хана Каджара, в Иране к власти пришёл его племянник Фатали-хан, который потребовал от Ибрагим Халил-хана выдать ему убийцу дяди и заложника для задержания его в своём дворце. Ибрагим Халил-хан отправляет в Иран своего сына Абульфата в качестве заложника, а также выдаёт дочь Агабеим-ага за шаха.
Шах не оставляет Абульфат ага во дворце, а отправляет его в помощники к своему сыну, Аббас Мирзе. В 1806 году Абульфат хан вместе с Аббас Мирзой совершает  поход в Карабах. К тому времени, когда они прибыли в Карабах, Ибрагим Халил-хан вместе с некоторыми членами ханской семьи был убит егерями 17-го полка под командованием подполковника Лисаневича. 13 сентября 1806 года указом Александра I ханом Карабаха был утверждён Мехти Кули Хан. 11 ноября 1806 года в Тифлисе генерал-майор Мехти Кули Хан в присутствии главнокомандующего в Грузии генерала от инфантерии графа И. В. Гудовича присягнул на верность императору Александру I и получил высочайшую утвердительную грамоту на ханство Карабахское.
В 1813 году после окончания русско-персидской войны 1804—1813 годов между Ираном и Россией было подписан Гюлистанский мирный договор, согласно которому северные ханства Азербайджана, за исключением Эриванского и Нахичеванского ханств, перешли в состав России. В 1826 году Аббас Мирза вместе с Абульфат-ханом вновь совершает поход на Карабах, который завершается неудачей. В 1828 году между Ираном и Россией заключается Туркманчайский мирный договор. На сей раз все территории в северном Азербайджане, вдоль реки Араз, отходят к России. В 1833 году, после смерти Аббаса Мирзы, Абульфат-хан увольняется из армии и возвращается к мирной жизни.
Он был женат на Нисе-ханым, дочери Мирзы Раби, визиря царя Ираклия II Кахетинского, от которой у него была дочь.
Умер в 1839 году. Похоронен в городе Кум (Иран), где нашла вечный покой и его сестра Агабеим-ага Джаваншир (жена Фатали-шаха Каджара).
Абульфат-хан был поэтом и писал стихи под псевдонимом Тути. Большинство своих произведений написал на тюркском языке, остальную часть – на фарси. Во многих источниках об нем говорится как о талантливом поэте. Несколько газелей Абульфат хан Тути дошли до наших дней, благодаря антологии «Riyaz-ul-aşiqin», составленной Мухаммедом ага Мистахидзаде.